# Little Harwood
Little Harwood är en stadsdel i Blackburn, i distriktet Blackburn with Darwen, i grevskapet Lancashire, i England. Stadsdelen hade 6 752 invånare år 2011. Little Harwood var en civil parish 1866–1893 när blev den en del av Blackburn. Civil parish hade 1 190 invånare år 1891.